# Grotella strechi
Grotella strechi är en fjärilsart som beskrevs av Barnes och Benjamin 1922. Grotella strechi ingår i släktet Grotella och familjen nattflyn. Inga underarter finns listade i Catalogue of Life.